# Milovan Kapor
Milovan Kapor (Toronto, Canadá; 5 de agosto de 1991) es un futbolista canadiense de ascendencia serbia. Juega como mediocampista y actualmente milita con el Atlético Ottawa de la Canadian Premier League.

## Biografía
Ha estado sobresaliendo desde el inicio de su carrera como futbolista, ganando una Copa Ontario 2008 con su equipo local de Vaughn Azzuri, la copa escaparate Baltimore en 2009, e incluso agregó dos goles en el equipo de la TFC -18 a lista de logros. Formó la selección All-American 2012 East para UMBC.

## Clubes
| Club                  | País           | Año             |
| --------------------- | -------------- | --------------- |
| IMG Academy Bradenton | Estados Unidos | 2012            |
| Baltimore Bohemians   | Estados Unidos | 2013            |
| Cádiz C.F.            | España         | 2013 - 2014     |
| Dukla                 | Eslovaquia     | 2014            |
| PFK Piešťany          | Eslovaquia     | 2015            |
| ŽP Šport Podbrezová   | Eslovaquia     | 2015 - 2016     |
| FC ViOn               | Eslovaquia     | 2016 - 2017     |
| Hapoel Hadera         | Israel         | 2017 - 2018     |
| FC Gomel              | Bielorrusia    | 2018 - 2019     |
| FK Buxoro             | Uzbekistán     | 2019 - 2020     |
| Atlético Ottawa       | Canadá         | 2020 - Presente |